# Dan Petrescu
Daniel Vasile "Dan" Petrescu (født 22. december 1967 i Bukarest, Rumænien) er en tidligere rumænsk fodboldspiller og nuværende fodboldtræner for Jeonbuk Hyundai Motors, der spillede som højre back hos flere europæiske klubber, samt for Rumæniens landshold. Af hans klubber kan blandt andet nævnes Steaua Bukarest i hjemlandet, samt de engelske klubber Sheffield Wednesday, Chelsea, Bradford City og Southampton. Han har været træner i 2003 hvor hen startede med at være træner hos Sportul Studentesc.

## Landshold
Petrescu nåede i årene mellem 1989 og 2000 at spille 95 kampe for Rumæniens landshold, hvori han scorede 12 mål. Han deltog blandt andet ved VM i 1994 og VM i 1998, samt ved EM i 1996 og EM i 2000.